# Новий (Камчатський край)
Новий (рос. Новый) — селище у Єлізовському районі Камчатського краю Російської Федерації.
Населення становить 1134 (2010) особи. Входить до складу муніципального утворення Новоавачинське сільське поселення.

## Історія
Від 1949 року належить до Єлізовського району. До 1 червня 2007 року у складі Камчатської області, відтак у складі Камчатського краю. Згідно із законом від 29 грудня 2004 року органом місцевого самоврядування є Новоавачинське сільське поселення.

## Населення
| 2002 | 2010  |
| ---- | ----- |
| 1143 | ↘1134 |